# Paul Shaffer
Paul Shaffer (født 28. november 1949) er en canadisk musiker, der især er kendt fra TV-showet Late Show med David Letterman, hvor han er kapelmester for The CBS Orchestra. Han har desuden medvirket i bl.a. filmene om The Blues Brothers.